# Radivoje Manić
Radivoje Manić (Pirot, 1972. január 16. –) jugoszláv válogatott szerb válogatott labdarúgó.

## Nemzeti válogatott
A jugoszláv válogatottban egy alkalommal szerepelt.

## Statisztika
| Szerb válogatott | Szerb válogatott | Szerb válogatott |
| Időszak          | Mérk.            | gól              |
| ---------------- | ---------------- | ---------------- |
| 1997             | 1                | 0                |
| Összesen         | 1                | 0                |